# Karl Schwerzek

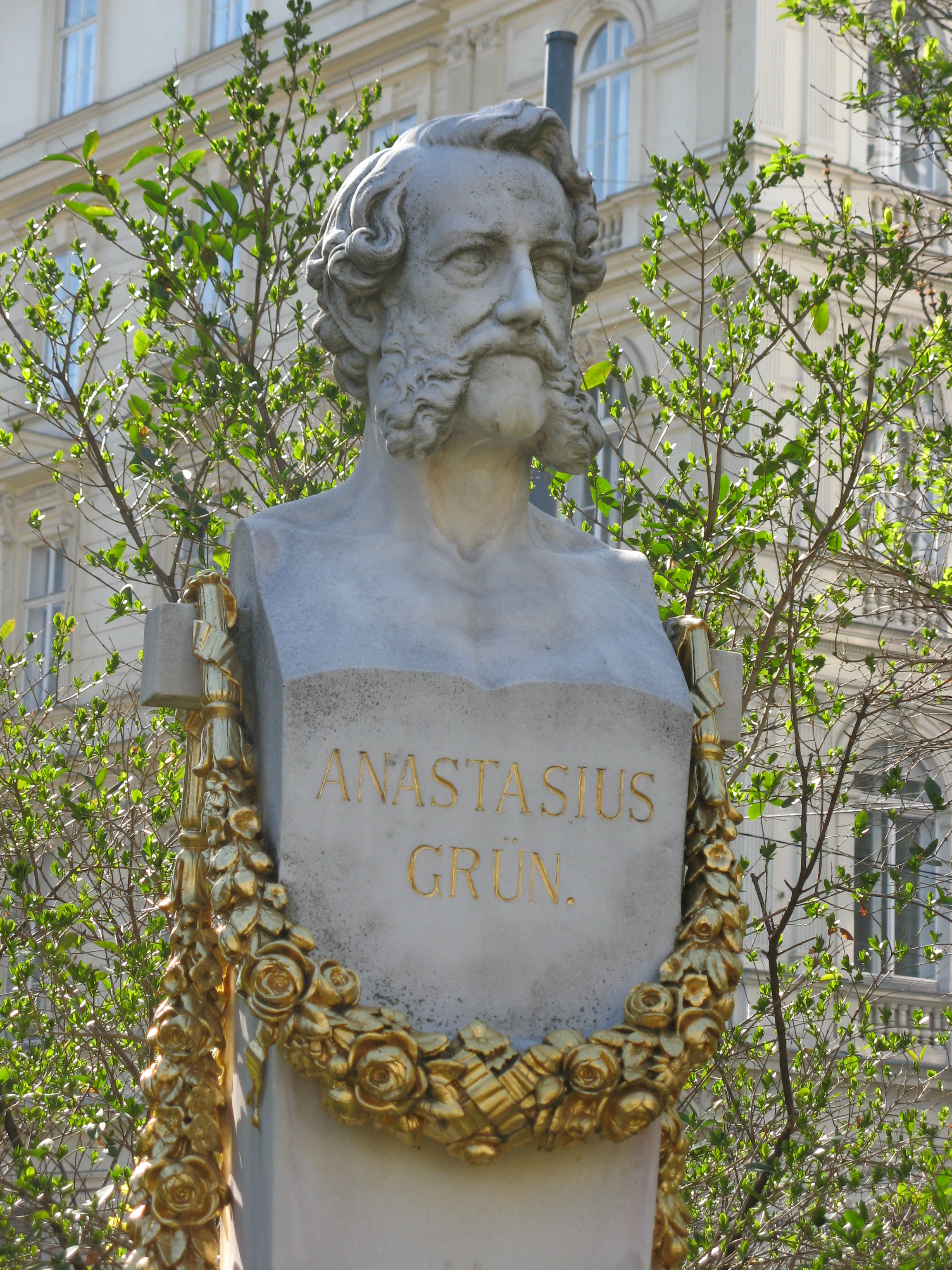
Denkmal Anastasius Grün, 1891 (Wien, Schillerpark)

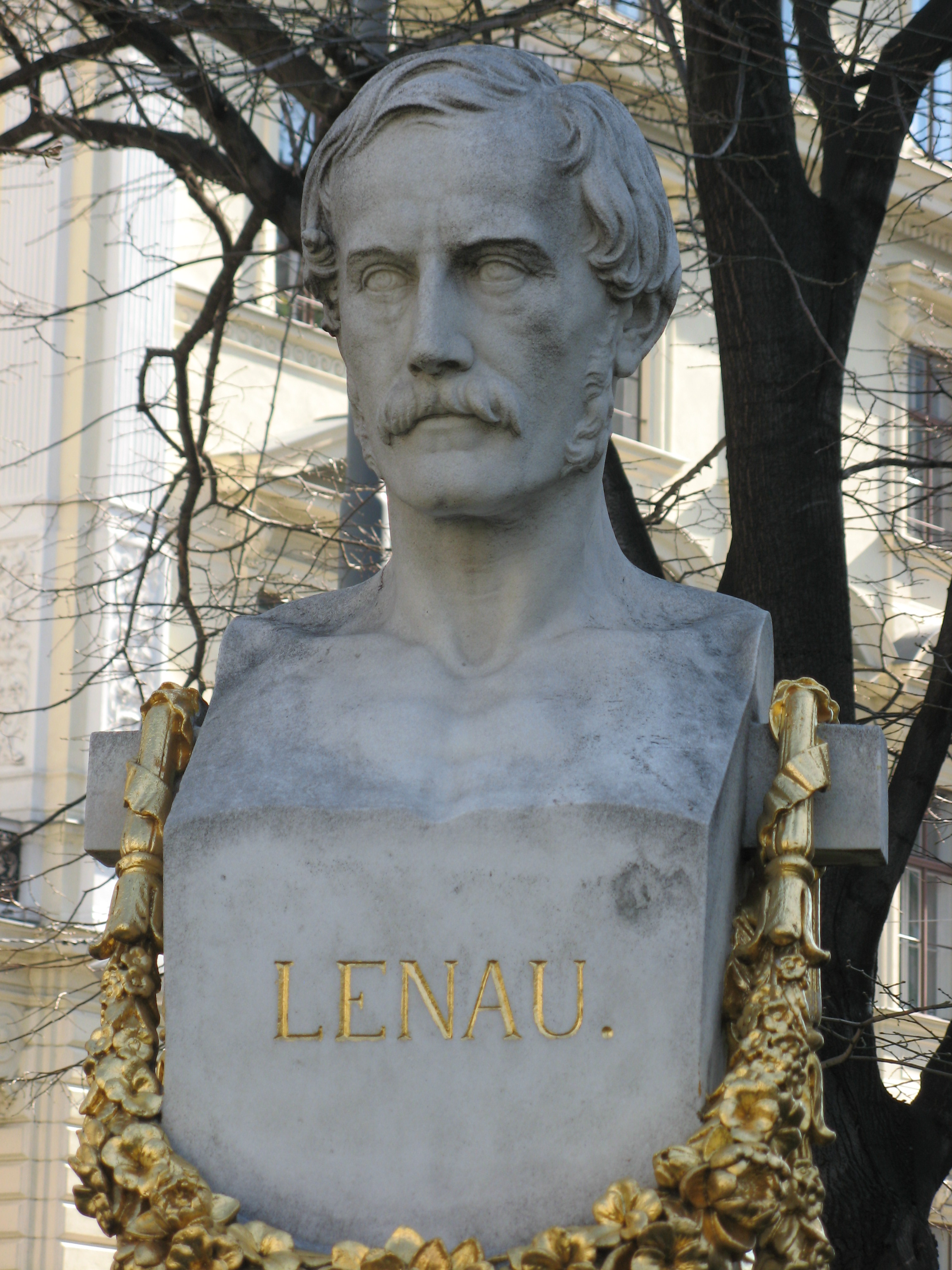
Denkmal Nikolaus Lenau, 1891 (Wien, Schillerpark)

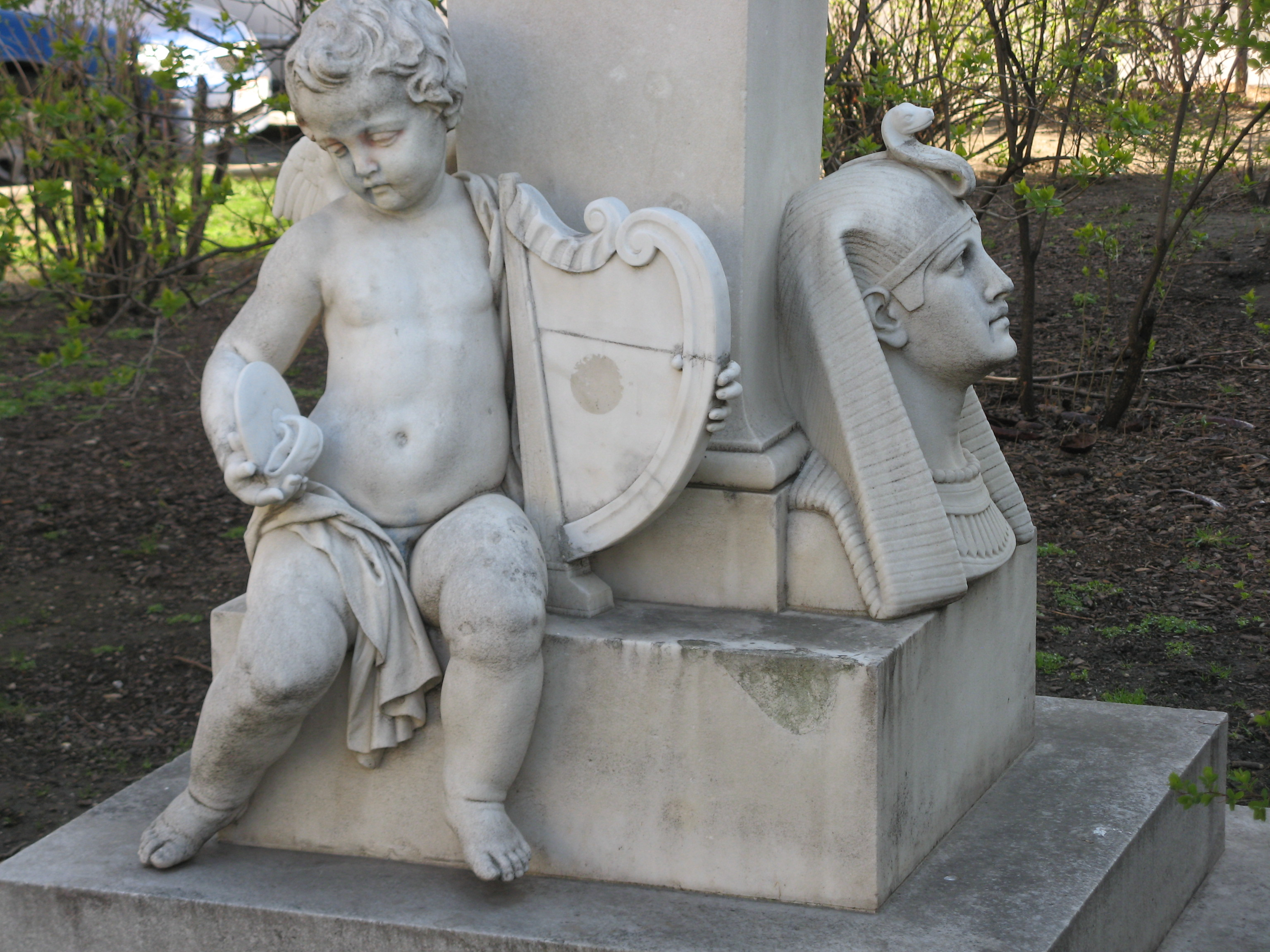
Detail vom Lenau-Denkmal

Karl Schwerzek (* 16. Oktober 1848 in Friedek, Schlesien; † 13. November 1918 in Wien) war ein österreichischer Bildhauer des Historismus.

## Leben
Der aus Schlesien stammende Karl Schwerzek studierte an der Wiener Akademie der bildenden Künste. Er wurde 1881 Mitglied des Künstlerhauses.
Schwerzek wurde auf dem Baumgartner Friedhof (Gruppe 25, Nummer 377) bestattet.

## Bedeutung
Karl Schwerzek gehörte stilistisch dem Historismus an. Im Zuge des Ausbaus der Wiener Ringstraße schuf er Statuen für einige Prachtbauten.

## Werke
- Statue Herzog Rudolf IV., 1885 (Wien, Universität)
- Statue Hera, 1887 (Wien, Parlament)
- Denkmal Anastasius Grün, 1891 (Wien, Schillerplatz)
- Denkmal Nikolaus Lenau, 1891 (Wien, Schillerplatz)
- Statue Herodot, 1898 (Wien, Parlament)
- Figuren Platon, Aristoteles, Moses, Petrus (Wien, Universität)
- Figuren Demosthenes, Cicero, Daphnis, Leonidas, Themistokles (Wien, Parlament)
- Werke in Troppau und Teschen